# Милена Глигић
Милена Глигић (Београд, 2. јун 1986) српска је и америчка певачица (мецосопран), пијанисткиња и универзитетска професорка из Лос Анђелеса, САД.

## Биографија

### Образовање
Милена Глигић је рођена у Београду. Њен таленат за музику откривен је веома рано, још у предшколском добу. Завршила је Музичку школу „Коста Манојловић” као најмлађи ђак, паралелно освајајући награде на домаћим и међународним такмичењима. Дипломирала је на студијама клавира 2006. и завршила специјализацију из камерне музике 2009. на Факултету музичке уметности Универзитета уметности у Београду. До 2010. је усавршавала џез певање у Музичкој школи „Станковић”, а онда је образовање и живот наставила у Америци.
Од 2010. до 2011. године похађала је мастер студије музичке уметности – клавирска сарадња са певачима (енгл. collaborative piano: vocal) на њујоршком Колеџу „Mannes”. Након добијања стипендије Музичког конзерваторијума Колеџа „Bard”, радила је на Колеџу као клавирски сарадник од 2011. до 2013. Докторирала је клавирску сарадњу (енгл. collaborative piano) одбранивши тезу „Unusual Soundscapes: Chamber Ensembles of the Twentieth Century and Beyond Involving the Collaborative Pianist” 2017. на Факултету музичке уметности Универзитетa у Мериленду у Колеџ Парку. На докторским студијама часове клавира јој је држала Рита Слоун, а истовремено са студијама узимала је и часове класичног певања код Кармен Балтроп.

### Каријера
Од 2002. до 2010. године била је чланица Академског хора „Collegium musicum” Факултета музичке уметности у Београду, који је водила Даринка Матић Маровић. Са њим је, певајући и свирајући клавир, наступала у Грчкој, Мађарској, Француској, Шпанији, Пољској, Шведској, Аргентини, Мексику, САД, на Тајвану и у земљама бивше СФРЈ. Пре одласка из Србије, од 2007. до 2010, радила је као корепетитор и професор клавира у Музичкој школи „Јосиф Маринковић” у Вршцу. Од 2013. до 2016, упоредо са студијама, била је асистент на Универзитету у Мериленду. У САД је делила сцену са професионалним хоровима, попут „Los Angeles Master Chorale”, „Washington Bach Consort” и „Collegiate Chorale” (данас „MasterVoices”). Сарађивала је на продукцијама са Лосанђелеском филхармонијом, „The Industry”, „Pacific Opera Project” и „Beth Morrison Projects”.
У својству пијанисткиње, учествовала је са Лосанђелеском опером у реализацији неколико сценских продукција под вођством Пласида Доминга и Џејмса Конлона.
Бавила се је и фолклором – у Србији играјући у АКУД „Нови Београд”, а у Америци у бугарском ансамблу „Xorotroptzi”. Разноврсног извођачког искуства, отворена је за више музичких жанрова – класику, џез, поп, балкански етно-звук и пева на више језика.
Од 2018. је пијанисткиња Лосанђелеске филхармоније, а од 2019. vocal coach на Калифорнијском институту уметности. Од 2022. је и корепетитор и vocal coach на одсеку за оперу Универзитет Калифорније.
Пијанисткиња је на музичким албумима „O Come, You Spirits of Death: Halloween Tales of Gore & Folklore” и „Emily”, а вокални солиста на албуму „O Beauty, Ever Ancient, Ever New”. Године 2024. објавила је свој дебитантски сингл „Daredevil”, уз пратећи видео-спот.
Чланица је ансамбла модерне музике „Contemporaneous”, са којим је извела бројне премијере и наступала у „Карнеги холу” у Њујорку и Концертној дворани „Волт Дизни” у Лос Анђелесу. Са овим ансамблом, Глигић је и гостујући уметник на унверзитетима широм Америке.
Говори течно енглески језик, а служи се и италијанским, шпанским, немачким и француским језиком.
Увршћена је у „Енциклопедију националне дијаспоре”, коју уређује Иван Калаузовић Иванус.